# Список легіонерів НФК "Спартак
Нижче наведено список гравців-легіонерів НФК "Спартак" Івано-Франківськ. Інформація подана в хронологічному порядку

## Перелік гравців
| №.  | Ім'я та прізвище гравця | Громадянство | Час виступів    | Матчі (голи) |
| --- | ----------------------- | ------------ | --------------- | ------------ |
| 1.  | Карібов Вахтанг         | Узбекистан   | 1992            | 1/0          |
| 2.  | Лотков Олександр        | Латвія       | 1992-1993       | 59/3         |
| 3.  | Фасахов Тагір           | Киргизстан   | 1993-1995       | 76/8         |
| 4.  | Мамедов Фізулі          | Азербайджан  | 1996            | 5/0          |
| 5.  | Беспалих Сергій         | Росія        | 1997            | 10/3         |
| 6.  | Саркісов Едуард         | Росія        | 1999            | 13/0         |
| 7.  | Сосенко Костянтин       | Туркменістан | 1999-2000       | 20/0         |
| 8.  | Хомин Андрій            | Туркменістан | 1999            | 4/0          |
| 9.  | Джугелі Іван            | Грузія       | 1999            | 4/0          |
| 10. | Лунгу Владислав         | Молдова      | 1999            | ?/?          |
| 11. | Патрік Умомо Агбо       | Нігерія      | 2002            | 7/0          |
| 12. | Кислов Ігор             | Туркменістан | 2002            | 10/1         |
| 13  | Кужелєв Володимир       | Росія        | 2002            | 1/0          |
| 14. | Тогонідзе Ніколоз       | Грузія       | 2002            | 2/-2         |
| 15. | Капанадзе Дімітрі       | Грузія       | 2003            | 7/0          |
| 16. | Лусіану Хав'єр          | Бразилія     | 2003, 2004-2005 | 38/9         |
| 17. | Кіріце Августін         | Румунія      | 2004-2005       | 26/7         |
| 18. | Хадсон да Сілва         | Бразилія     | 2004            | 9/0          |
| 19. | Комльонок Віктор        | Молдова      | 2004            | 15/1         |

## Рекордсмени серед легіонерів:
- Найбільше матчів серед іноземців у футболці "Спартака" зіграв Фасахов Тагір - 76 матчів.
- Найкращий бомбардир серед іноземців у "Спартаку" Лусіану Хав'єр - 9 голів.

## Національність
Всього за "Спартак" було заявлено 19 іноземних футболістів.
Найбільше гравців представляло європейські країни: 11
Найменше гравців представлено африканськими країнами: 1
Не представлені країни Північної Америки та Океанії: 0.
Найбільше гравці були представлені Росіяєю Грузією та Туркменістаном .

### Європа:
| Країна      | Кількість |
| ----------- | --------- |
| Росія       | 3         |
| Грузія      | 3         |
| Молдова     | 2         |
| Румунія     | 1         |
| Латвія      | 1         |
| Азербайджан | 1         |

### Азія:
| Країна       | Кількість |
| ------------ | --------- |
| Туркменістан | 3         |
| Узбекистан   | 1         |
| Киргизстан   | 1         |

### Південна Америка:
| Країна   | кількість |
| -------- | --------- |
| Бразилія | 2         |

### Африка:
| Країна  | кількість |
| ------- | --------- |
| Нігерія | 1         |